# Villa Rica (Cauca)
Villa Rica est une municipalité située dans le département de Cauca, en Colombie.

## Démographie
Selon les données récoltées par le DANE lors du recensement de la population colombienne en 2005, Villa Rica compte une population de 14 378 habitants.